# Референдум в Лихтенштейне (1964)
Референдум в Лихтенштейне по торговой инициативе проходил 20 декабря 1964 года. Предложение было отклонено 62,5 % голосами.

## Контекст
Референдум проводился по народной инициативе об устранении требования принадлежности к конгрегации для трейдеров. Сбор подписей был организован при поддержке Христианско-социальной партии. Однако, обе основные партии Лихтенштейна Прогрессивная гражданская партия и Патриотический союз выступали против этого предложения.

## Результаты
| Выбор                               | Голоса | %    |
| ----------------------------------- | ------ | ---- |
| За                                  | 1 131  | 37,5 |
| Против                              | 1 881  | 62,5 |
| Недействительных/пустых бюллетеней  | 148    | -    |
| Всего                               | 3 160  | 100  |
| Зарегистрированных избирателей/Явка | 3 809  | 83,0 |
| Источник: Démocratie Directe        |        |      |